# Ліза Джейн Сміт
Ліза Джейн Сміт (англ. Lisa Jane Smith; 4 вересня 1958, Форт-Лодердейл, Флорида, США — 8 березня 2025, Волнат-Крік, Каліфорнія, США) — американська письменниця підліткової літератури, знана завдяки бестселеру «Щоденники вампіра», на основі якого знято успішний телесеріал. Її книги, зокрема «Щоденники вампіра» та «Нічний світ», увійшли до списку бестселерів «Нью-Йорк таймс» і номінувалися на п'ять нагород.

## Ранні роки й освіта
Народилася 4 вересня 1958 року у Форт-Лодердейлі, штат Флорида. У дитячі роки провела у Вілла-Парку, штат Каліфорнія, де і навчалася у місцевій школі. Саме тут її шкільна вчителька англійської мови Зої Гіббс надала Сміт впевненості писати.
Вивчала експериментальну психологію в Каліфорнійському університеті у Санта-Барбарі. Пізніше вступила до Університету штату Каліфорнія в Сан-Франциско на педагогічний факультет.

## Кар'єра
Спочатку працювала вчителем початкової школи, але 1989 року залишила роботу, щоб повністю зосередитись на кар'єрі письменниці.
За словами Сміт, вона зрозуміла, що хоче стати письменницею десь між дитячим садком і першим класом, «коли вчитель похвалив жахливий вірш мого авторства», і почала писати серйозно в початковій школі.
Першу книгу «The Night of the Solstice» почала писати у школі і закінчила у студентські роки. 1987 року книга вийшла друком у MacMillan, а 1990 року — «Heart of Valor». Вони погано продавалися, оскільки були розраховані для дітей 9 — 11 років, а не для підлітків, як хотіла Сміт.
Створила серію «Щоденники вампіра» на замовлення редакторки Alloy Entertainment Елізи Доннер 1990 року: Сміт одразу написала сцену, коли Елена, Бонні та Мередіт прикрашають зал, а героїня зустрічає Деймона (сцена пізніше з'явилася у першому романі), тоді як інших персонажів адаптувала з книги для дорослих «The Garden of Earthly Delights», яку писала. Місце дії вибрала Вірджинію, тому що там у неї була сім'я, і її надихнули маленькі міста та їхній триб.
Вийшло три трилогії: «The Secret Circle» (1992), «The Forbidden Game» (1994) і «Dark Visions Trilogy» (1995). Перша частина серії «Night World» вийшла друком 1996 року, а протягом наступних двох років опублікували ще вісім.
1998 року взяла десятирічну перерву, повернувшись 2008 року з новим вебсайтом і серією нових оповідань. Серію «Щоденники вампіра» перевидали 2007 року, а у 2008—2009 роках перевидали трилогію «Таємне коло» та серію «Нічний світ». «The Night of the Solstice» і «Heart of Valor» також перевидані 2008 року. Три нові частини «Щоденників вампіра» вийшли друком 2009 і 2010 роках. 2009 року серію адаптували в однойменний телесеріал, а 2011 року вийшов серіал «Таємне коло», оснований на однойменній серії книг.
Останній том «Щоденників вампіра», повністю написаний Сміт («The Return: Midnight»), вийшов у березні 2011 року. Сміт подала чернетку наступної частини («The Hunters: Phantom»), але після суперечки щодо основного повороту сюжету видавець припинив її участь, а епізод переглянув літературний раб. Наступні частини «Щоденників вампіра» також писав літературний раб. Обрі Кларк замінила Сміт у серії «Таємне коло».

## Особисте життя
1998 року Сміт взяла десятирічну перерву у письменницькій діяльності, щоб подбати про дітей своєї сестри після виявлення у зятя метастатичної меланоми. Тоді ж її мати померла від раку легенів. Раніше мешкала у місті Конкорд, штат Каліфорнія, потім переїхала до Денвілла. На момент смерті письменниця перебувала у стосунках з адвокаткою Джулі Діволою.

### Здоров'я і смерть
Наприкінці 2015 року ледь не померла від недіагностованого синдрому Вегенера, через який перебувала у лікарні протягом двох місяців і тривалий час була на апараті штучної вентиляції легень: у неї були серйозні пошкодження нирок, серця, печінки та жовчного міхура. 8 березня 2025 року померла від ускладнень автоімунного захворювання в лікарні Волнат-Крік, штат Каліфорнія, неподалік від її будинку в Денвіллі.

### Серія «Нічний світ»
1. Secret Vampire (1996) ISBN 0-340-69994-9
2. Daughters of Darkness (1996) ISBN 0-340-68982-X
3. Spellbinder (1996) ISBN 978-0-671-55135-3 (називається Enchantress у версіях для Великої Британії та Австралії)
4. Dark Angel (1996) ISBN 0-671-55136-1
5. The Chosen (1997) ISBN 0-340-69003-8
6. Soulmate (1997) ISBN 0-340-69004-6
7. Huntress (1997) ISBN 0-340-70953-7
8. Black Dawn (1997) ISBN 0-340-70954-5
9. Witchlight (1998) ISBN 0-340-70955-3
10. Strange Fate (TBA)

#### Омнібуси
- Night World: Secret Vampire, Daughters of Darkness, Spellbinder (Enchantress) (2008) ISBN 978-1-41-697450-5
- Night World: Dark Angel, The Chosen, Soulmate (2008) ISBN 978-1-41-697451-2
- Night World: Huntress, Black Dawn, Witchlight (2009) ISBN 978-1-41-697452-9

#### Новели
Опубліковано на офіційному сайті Лізи Джейн Сміт.
- Thicker Than Water — Featuring Keller, Rashel, Galen and Quinn
- Ash and Mary-Lynnette: Those Who Favor Fire
- Jez and Morgead's Night Out

### Всесвіт «Щоденників вампіра»

#### Серія «Щоденники вампіра»
1. The Awakening: Volume I (1991) ISBN 978-1-4449-0071-2
2. The Struggle: Volume II (1991) ISBN 978-0-06-199076-2
3. The Fury: Volume III (1991) ISBN 978-0-06-199077-9
4. Dark Reunion: Volume IV (1992) ISBN 0-06-105992-7 (версія The Reunion у Великій Британії та Австралії)

#### «Щоденники вампіра: трилогія про повернення»
1. The Return: Nightfall (2009) ISBN 9780061720802
2. The Return: Shadow Souls (2010) ISBN 978-0-06-172083-3
3. The Return: Midnight (2011) ISBN 978-0-06-172085-7

#### «Щоденники вампіра: трилогія мисливців»
1. The Hunters: Phantom (2011) (автор літературний раб)
2. The Hunters: Moonsong (2012) (автор літературний раб)
3. The Hunters: Destiny Rising (2012) (автор літературний раб)

#### «Щоденники вампір: трилогія порятунку»
1. The Salvation: Unseen (2013) (автор Обрі Кларк)
2. The Salvation: Unspoken (2013) (автор Обрі Кларк)
3. The Salvation: Unmasked (2014) (автор Обрі Кларк)

#### Омнібуси
- The Awakening and The Struggle (2007) ISBN 978-1-41-782599-8
- The Fury and Dark Reunion (2007) ISBN 978-0-06-114098-3

#### Оповідання
Опубліковано на офіційному сайті Лізи Джейн Сміт.
- Matt and Elena — First Date (2010)
- Matt and Elena — Tenth Date: On Wickery Pond (2010)
- Bonnie and Damon: After Hours (2011)
- An Untold Tale: Blood Will Tell (2010)
- An Untold Tale: Elena's Christmas (2010)

#### Фрагменти з «Повернення: Тіньові душі»
Опубліковано на офіційному сайті Лізи Джейн Сміт.
- Damon and Elena: Tumbleweeds (2011)
- Dinner Disaster (2010)

#### «Щоденники вампіра: вечірня пісня»
Примітка: ці книги опубліковані як фанфіки на Kindle Worlds після того, як видавець Сміт найняв інших авторів, щоб продовжити серію. Події починаються після закінчення «The Return: Midnight», і, хоча вони є запланованим продовженням оригінального автора, вони не вважаються офіційними для основної серії «Щоденників вампіра» через свій статус.
- Paradise Lost (2014)
- The War of Roses (2014)
- Into the Wood (TBA)[27]

### Серія «Таємне коло»
1. The Initiation (1992) ISBN 978-0-06-106712-9
2. The Captive (1992) ISBN 978-0-06-106715-0
3. The Power (1992) ISBN 978-0-06-106719-8
4. The Divide (2012) ISBN 978-0-06-213039-6 (автор Обрі Кларк)
5. The Hunt (2012) ISBN 978-0-06-213042-6 (автор Обрі Кларк)
6. The Temptation (2013) (автор Обрі Кларк)

#### Омнібуси
- The Initiation and The Captive Part I (2008) ISBN 978-0-06-167085-5
- The Captive Part II and The Power (2008) ISBN 978-0-06-167135-7

### Серія «Заборонені ігри»
1. The Hunter (1994) ISBN 978-0-671-87451-3
2. The Chase (1994) ISBN 978-0-671-87452-0
3. The Kill (1994) ISBN 978-0-671-87453-7
4. Rematch (TBA)

#### Омнібус
- The Forbidden Game: The Hunter, The Chase, The Kill (2010) ISBN 978-1-41-698940-0

### Серія «Темні видіння»
1. The Strange Power (1994) ISBN 978-0-671-87454-4
2. The Possessed (1995) ISBN 978-0-671-87455-1
3. The Passion (1995) ISBN 978-0-671-87456-8
4. Blindsight (TBA)

#### Омнібус
- Dark Visions: The Strange Power, The Possessed, The Passion (2009) ISBN 978-1-41-698956-1

### Серія «Дикий світ»
1. The Night of the Solstice (1987) ISBN 978-1-4169-9840-2
2. Heart of Valor (1990) ISBN 978-1-4169-9841-9
3. Mirrors of Heaven (TBA)

### Романи
- Eternity: A Vampire Love Story (TBA)
- The Last Lullaby (TBA)